# Gino Rigoldi
Don Virginio Rigoldi, detto Gino (Milano, 30 ottobre 1939), è un presbitero ed educatore italiano.

## Biografia
Virginio Rigoldi, detto Gino, nasce a Milano, nel quartiere di Crescenzago. Gino, dopo le scuole elementari, frequenta l'avviamento professionale, che gli consente di trovarsi un lavoro come operaio presso una piccola azienda di apparecchiature elettriche. Vive, fino a diciassette anni, nella casa di ringhiera del quartiere dov'è nato.
A diciott'anni entra nel seminario arcivescovile di Venegono. Dopo aver completato gli studi, il rettore rifiuta la sua richiesta di ordinazione, non considerandolo ancora pronto, e gli chiede di lavorare come vicerettore al collegio "De Filippi" di Varese. Qui Gino impara a confrontarsi con i giovani e gli adolescenti. Ed è soprattutto nell'offrire aiuto ai ragazzi più bisognosi che, rileggendo le indicazioni del Vangelo, Rigoldi ritrova la ragione del suo voler essere prete. Così nel 1967 viene finalmente ordinato sacerdote. Resta 4 anni al "De Filippi", finché, nel 1971, viene mandato in una parrocchia di San Donato Milanese. Tuttavia, la collaborazione con il parroco non è esente da difficoltà e, un anno dopo, Gino chiede ed ottiene di diventare Cappellano dell'Istituto Penale per Minorenni "Cesare Beccaria", carica che ricopre tuttora.
Rigoldi inizia anche ad ospitare in casa sua quei giovani che, una volta usciti dal carcere minorile, non hanno famiglia o posto dove andare. In questo è aiutato anche da alcuni volontari legati al carcere minorile che, insieme ai servizi sociali pubblici, sostengono concretamente i ragazzi nella ricerca di un lavoro o nella ripresa dell'attività scolastica. Pian piano quest'attività si allarga: nascono altre comunità di alloggio, sempre con l'aiuto di volontari ed educatori. Nel 1973 viene fondato il "Gruppo Amici del Beccaria", che cambierà nome nel 1975 in "Comunità Nuova". L'associazione, di cui Don Gino è presidente, ha come scopo l'inserimento sociale dei ragazzi che, una volta usciti dalla detenzione, non hanno un contesto relazionale adeguato che li accolga.
Vengono aperte diverse sedi di accoglienza, per alloggiare i senza casa. La battaglia più importante in quegli anni è quella contro la droga, l'eroina in particolare. Vengono anche avviati diversi progetti per il recupero e per la formazione professionale, molti di questi in collaborazione con enti pubblici e locali. Pian piano l'associazione amplia la portata delle sue attività, arrivando a comprendere, ai giorni d'oggi: recupero, sostegno di persone tossicodipendenti e prevenzione; accoglienza e presa in carico di minori; centri d'aggregazione giovanile e contrasto alla dispersione scolastica; interventi per minori e giovani stranieri; educazione e promozione dell'interculturalità; prevenzione e contrasto del doping nello sport; contrasto della prostituzione minorile e recupero.
Don Gino è membro di numerose commissioni regionali e comunali che si occupano di minori e tossicodipendenza.
Dal 1999 si occupa anche di organizzare e guidare "LE CASE DEL SORRISO" in Romania, fondando l'associazione Bir - Bambini in Romania in aiuto ai bambini a rischio d'abbandono e di aiutare i giovani rumeni vissuti negli istituti, per l'inserimento nel mondo del lavoro.
Ha ricevuto l'onorificenza di cittadino benemerito del Comune di Milano e di Cavaliere della Repubblica.
Nel maggio del 2007 ha pubblicato Il male minore. devianza giovanile, un problema per tutti, un libro che affronta il problema del disagio giovanile secondo la sua esperienza personale.
Nel 2014 per un anno ha commentato il vangelo su Rai 1 nel programma A Sua immagine insieme ad altri tre preti di strada alternandosi nei sabati pomeriggio: don Vinicio Albanesi fondatore della Comunità di Capodarco, don Luigi Ciotti fondatore di Libera e di Gruppo Abele, don Maurizio Patriciello parroco delle denunce Terra dei fuochi.
Nel 2017 viene insignito del Premio del Cittadino Europeo. 
Nel 2018 viene insignito del Premio Art.3. Nello stesso anno, gli viene dedicato il documentario L'estate di Gino, diretto da Fabio Martina. Già l'anno precedente aveva collaborato con Martina, interpretando un senzatetto nel film L'assoluto presente.